# 圖爾巴伊
49°29′11″N 33°38′21″E / 49.48639°N 33.63917°E
圖爾巴伊（烏克蘭語：Турбаї），是烏克蘭中部的村莊，隸屬波爾塔瓦州的克雷門丘克區。該村處於霍羅爾河左岸，分別距離羅馬尼夫卡2.5公里和馬伊達尼夫卡3公里，面積1.7平方公里，海拔高度78米，2001年人口210。